# آگوستین اوزمندی
آگوستین اوزمندی (انگلیسی: Agustín Auzmendi؛ زادهٔ ۱ فوریهٔ ۱۹۹۷) بازیکن فوتبال است.